# Copa Comunidad Valenciana de Voleibol Masculino
La Copa del Rey de Voleibol es un campeonato exclusivo para los equipos de la Comunidad Valenciana que militan en ligas nacionales: Superliga, Superliga 2 y Femenina y Primera División Nacional. Se lleva realizando desde 2015, pese a no llevarse a cabo la edición del 2017. Cuatro son los equipos que han conseguido ganarla: Club Voleibol L'Illa Grau (4), Léleman Conqueridor Valencia (3), Club Mediterráneo (1) y Club Voleibol Almoradí (1).

## Sistema de competición
Clasificación
Los equipos juegan rondas previas a determinar en función de la categoría nacional en la que estén. Todo ello hasta contar con los cuatro equipos necesarios para la Final Four. Una vez se conoce el nombre de los cuatro semifinalistas, se dispone a jugar los pertinentes partidos en sede fija y la posterior final.

## Historial
| Edición      | Año  | Campeón                      | Resultado | Subcampeón              | Detalle                     |
| I Edición    | 2015 | Club Mediterráneo            | 3 - 0     | Club Voleibol Valencia  | ¿?-¿?, 25-22, 25-23.        |
| II Edición   | 2016 | Club Voleibol L'Illa Grau    | 3 - 1     | Club Mediterráneo       | 25-21, 18-25, 25-17, 26-24. |
| No hubo      | 2017 | -                            | -         | -                       | -                           |
| III Edición  | 2018 | Club Voleibol L'Illa Grau    | 3 - 0     | Club Voleibol Almoradí  | 25-18, 25-21, 25-18.        |
| IV Edición   | 2019 | Club Voleibol L'Illa Grau    | 3 - 1     | Club Voleibol Almoradí  | 19-25, 25-20, 25-19, 25-19. |
| V Edición    | 2020 | Club Voleibol Almoradí       | 3 - 1     | Club Voleibol Xàtiva    | 22-25, 25-19, 25-19, 25-20. |
| VI Edición   | 2021 | Club Voleibol L'Illa Grau    | 3 - 0     | Club Voleibol Almoradí  | 25-15, 28-26, 25-17.        |
| VII Edición  | 2022 | Léleman Conqueridor Valencia | 3 - 0     | Servigroup Benidorm     | 25-16, 25-19, 25-20.        |
| VIII Edición | 2023 | Léleman Conqueridor Valencia | 3 - 0     | Voleibol Villena Petrer | 25-9, 25-18, 25-19.         |
| IX Edición   | 2024 | Léleman Conqueridor Valencia | 3 - 0     | Servigroup Benidorm     | 25-16, 27-25, 36-34.        |

## Palmarés

### Clubes
| Equipo                         | Títulos | Subtítulos | Año Campeón              | Año Subcampeón     |
| ------------------------------ | ------- | ---------- | ------------------------ | ------------------ |
| Club Voleibol L'Illa Grau      | 4       | 0          | 2016, 2018, 2019 y 2021. |                    |
| Léleman Conqueridor Valencia   | 3       | 0          | 2022, 2023 y 2024.       |                    |
| Club Voleibol Almoradí         | 1       | 3          | 2020.                    | 2018, 2019 y 2021. |
| Club Mediterráneo de Castellón | 1       | 1          | 2015.                    | 2016.              |
| Servigroup Benidorm            | 0       | 2          |                          | 2022 y 2024.       |
| Club Voleibol Valencia         | 0       | 1          |                          | 2015.              |
| Club Voleibol Xàtiva           | 0       | 1          |                          | 2020.              |
| Club Voleibol Villena Petrer   | 0       | 1          |                          | 2023.              |